# Eduardo Belza Franco
Eduardo Belza Franco, nascut a Montevideo (Uruguai) el 5 de setembre de 1956, és un exfutbolista uruguaià.
El seu primer contacte amb el futbol espanyol va tenir lloc a la campanya 80/81, on va militar a les files de l'Atlètic de Madrid. Retornaria a l'Uruguai, on va defensar els colors de Cerro Porteño i Nacional de Montevideo, no repetiria experiència a Espanya fins a l'any 1985. Després d'un any en el Rayo Vallecano i un altre al Reial Mallorca, el porter sud-americà va arribar al CD Tenerife en el curs 1988-1989.
Benito Joanet dipositar tota la seva confiança en ell i el va convertir en el guardià de la porteria blanca en la campanya de l'ascens a primera divisió. Després, un cop aconseguida l'elit, encara que va començar de titular seria relegat parcialment a la banqueta en detriment del seu compatriota Zeoli, que va arribar a l'illa amb l'etiqueta d'haver estat mundialista a Itàlia 90.
No obstant això, Belza va recuperar el seu lloc en els últims sis partits de Lliga i va defensar la meta insular en la promoció davant el Deportivo de la Corunya. Va ser una eliminatòria d'infart. Després de l'empat sense gols a l'estadi Heliodoro Rodríguez López, el CD Tenerife s'avançaria a Riazor en el minut 13 de joc per mediació d'Eduardo Ramos.
D'aquí al final del partit Belza i la defensa blanc van ser un mur infranquejable. Aquesta va ser la seva última campanya a l'Illa, encara que abans de retirar-se jugaria amb la UD Las Palmas a Segona Divisió.